# 438881 Michaelkhan
438881 Michaelkhan è un asteroide della fascia principale interna. Scoperto nel 2009, presenta un'orbita caratterizzata da un semiasse maggiore pari a 2,246496 UA e da un'eccentricità di 0,170214, inclinata di 5,490634° rispetto all'eclittica.